# Копіпаста
Копіпаста (англ. "Copypasta") — це блок тексту, скопійований і вставлений в систему або між додатками для подальшого використання людьми або машинами. Копіпасти, що містять суперечливі ідеї або довгі тиради, часто розміщують у соціальних мережах з жартівливою метою, щоб спровокувати реакцію тих, хто не знає, що розміщений текст є мемом.

## Історія
Слово «copypasta» вперше було використано в групах Usenet у 2006 році.  

### Етимологія
Термін «copypasta» походить від комп’ютерного терміну «copy/paste» (скопіювати/вставити), і його можна простежити в анонімній гілці на 4chan 2006 року.

## Приклади

### Navy Seal
Копіпаста Navy Seal є агресивним, але жартівливим абзацом нападу, який нібито написав надзвичайно добре навчений член ВМС США SEAL (звідси й назва) невідомому «хлопчику», нібито тому, кому адресована копіпаста. Написана в манері, схожій на несерйозну погрозу смертю, автор погрожує одержувачу, вихваляючись своїми все більш абсурдними або нездійсненними досягненнями, такими як «понад 300 підтверджених вбивств» або здатність убити когось «понад сімсот способів, і це тільки голими руками». Цю копіпасту часто повторюють як жартівливу надмірну реакцію на образу, і вважається, що вона виникла на військовому тематичному іміджборді OperatorChan у дописі від 11 листопада 2010 року. 
Ця копіпаста міститься в маніфесті винуватця розстрілів у мечетях Крайстчерча.

### Bee Movie
Копіпаста Bee Movie є повним сценарієм анімаційного фільму Бі Муві: Медова змова 2007 року, хоча іноді його скорочують лише до вступного монологу («Згідно з усіма відомими законами авіації, бджола ніяк не може літати. Її крильця занадто малі, щоб відірвати маленьке товсте тільце від землі. Бджола, звичайно ж, літає, тому що бджолам байдуже, що люди вважають неможливим».). Використання сценарію Bee Movie як копіпасти почалося в 2013 році, коли користувачі опублікували його на таких веб-сайтах, як Reddit і Tumblr , і він став популярним, коли змонтовані версії фільму були вперше завантажені на YouTube наприкінці 2016 року.

### «A Drive Into Deep Left Field by Castellanos»
«A Drive Into Deep Left Field by Castellanos» — це цитата Тома Бреннамана, американського спортивного коментатора команди Вищої бейсбольної ліги «Цинциннаті Редс» . Цитата та копіпаста виникли під час трансляції гри між «Цинциннаті Редс» і «Канзас-Сіті Роялз» 19 серпня 2020 року, коли Бреннаман вимовив гомофобну образу. Коли він вибачався пізніше під час трансляції, гравець «червоних» Нік Кастелланос зробив хоум-ран, що спонукало Бреннамана прокоментувати це в середині свого вибачення, сказавши: «Я пишаюся собою і вважаю себе людиною віри, адже Кастелланос пробив у глибину лівого поля, і це буде хоум-ран. І це зробить рахунок у грі 4:0.».  Пізніше Пабло Торре з ESPN зауважив, що це «було все одно, що слухати гру гурту, коли «Титанік» тонув . За винятком того, що гурт був певним чином айсбергом» 

## Технології
Копіпаста може посилатися на фрагмент коду, який було скопійовано/вставлено. Обговорення копіпасти можна знайти в історії коду Linux, наприклад: «Це дуже схоже на копіпасту»  (це схоже на копіювання/вставлення коду та не було спочатку створено) та «Помилка копіпасти»  (цей код було скопійовано/вставлено та неправильно змінено).

## Дивись також
- Крипі-паста, короткі паранормальні історії, створені користувачами, які мають налякати читачів
- Know Your Meme, веб-сайт і серія відео, які досліджують і документують історію копіпасти та подібного вмісту
- Повторюваний гег
- Snowclone, кліше та фразовий шаблон, який можна використовувати та розпізнавати в кількох варіантах
- Шітпостинг, практика навмисного розміщення низькоякісного чи провокаційного вмісту з метою тролювання чи виклику реакції інших